# Mykola Skrypnyk
Mykola Oleksijovyč Skrypnyk (ukrajinsky Микола Олексійович Скрипник, rusky Николай Алексеевич Скрипник – Nikolaj Alexejevič Skripnik; 25. ledna 1872, Jasynuvata – 7. července 1933, Charkov) byl ukrajinský komunistický politik. Ve 20. letech 20. století byl hlavní postavou programu „korenizacije“ na sovětské Ukrajině, neboli kulturní ukrajinizace. Když sovětský vůdce Josif Stalin ve 30. letech změnil kurz, byl Skripnik odstraněn ze své funkce. Raději spáchal sebevraždu, než aby byl nucen odvolat svou politiku v zinscenovaném soudním procesu, který správně předpokládal.

## Život
Narodil se v rodině železničního opraváře. Nejprve studoval na základní škole v Barvinkove, poté na reálkách v Izjumu a Kursku. Během studií na Petrohradském státním technologickém institutu byl v roce 1901 zatčen za politickou činnost a z univerzity nakonec vyloučen, což ho přimělo stát se revolucionářem na plný úvazek. Původně byl člen petrohradské tajné společnosti Hromada, posléze vstoupil do ruské sociálně demokratické strany. Byl patnáctkrát zatčen, sedmkrát vyhoštěn a v jednu chvíli byl odsouzen k smrti. V roce 1914 byl členem redakční rady deníku Pravda.
Po únorové revoluci se vrátil z exilu do Petrohradu, kde byl zvolen tajemníkem Ústřední rady továrních výborů. Během říjnové revoluce byl členem MilRevKomu (vojenského revolučního výboru) Petrohradského sovětu. V prosinci 1917 byl v nepřítomnosti zvolen do první bolševické vlády Ukrajiny v Charkově a v březnu 1918 jej do čela jmenoval sovětský vůdce Vladimir Iljič Lenin. Nahradil Jevgenii Boschovou, dceru německého přistěhovalce. V zimě 1918–1919 pracoval pro tajnou policii Čeka.
Byl vůdcem takzvané kyjevské frakce ukrajinských bolševiků, citlivých na národnostní otázku a prosazujících samostatnou ukrajinskou bolševickou stranu, zatímco členové převážně katerynoslavské frakce preferovali vstup do Všeruské komunistické strany se sídlem v Moskvě. Kyjevská frakce vyhrála na konferenci v Taganrogu v dubnu 1918, kde delegáti odhlasovali vytvoření nezávislé Komunistické strany (bolševické) Ukrajiny. Ale v červenci moskevský sjezd ukrajinských bolševiků rezoluci zrušil a ukrajinská strana byla prohlášena za součást ruské komunistické strany. Během debat, které vedly ke vzniku Sovětského svazu na konci roku 1922, byl zastáncem nezávislých národních republik a odsoudil návrh nového generálního tajemníka Josifa Stalina, aby vznikla jediná centrálně řízená republika. Označil Stalinův návrh za „špatně maskovaný ruský šovinismus“. Lenin se postavil na stranu zastánců nezávislosti republik, ale po jeho smrti byla v lednu 1924 dokončena ústava Sovětského svazu, která sice nezávislé republiky formálně nechávala existovat, ale s velmi malou politickou autonomií.
Po této prohrané bitvě Skripnik a další autonomisté obrátili svou pozornost ke kultuře. Nahrávala jim totiž oficiální sovětská politika zvaná korenizacija, jež hlásala, že je nutno podporovat národní jazyky a kultury. Skripnik v roce 1927 vybojoval funkci vedoucího ukrajinského komisariátu pro vzdělávání a z této pozice zahájil program rozsáhlé ukrajinizace. Pracoval pro tuto věc s téměř fanatickým zápalem a navzdory nedostatku učitelů a učebnic dosáhl v letech 1927–29 ohromných výsledků. Ukrajinský jazyk byl institucionalizován ve školách a široce se rozšířil ve společnosti. Míra gramotnosti dosáhla velmi vysoké úrovně. Skripnik využil toho, jak sovětská industrializace a kolektivizace vyhnaly obyvatelstvo z venkova do městských center – ukrajinština se začala měnit z jazyka rolníků a malých skupin romantické městské inteligence v primární jazyk modernizující se společnosti.
Skripnik též svolal v roce 1927 do Charkova mezinárodní pravopisnou konferenci, na níž hostil delegáty ze sovětské i ze západní Ukrajiny (bývalá území rakousko-uherské Haliče, tehdy součást Druhé Polské republiky). Konference se dohodla na kompromisu mezi sovětským a haličským pravopisem a ustavila první standardizované ukrajinské písmo. Tato abeceda, někdy zvaná skripnikivka, byla oficiálně přijata v roce 1928. Navzdory tomu Skripnik občas vystupoval proti "ukrajinskému nacionalismu", například se postavil proti hnutí za literární nezávislost spisovatele Mikoly Chvilovského nebo proti snahám Alexandra Šumského, představitele nacionálních komunistů (tzv. borotbistů, což byly členové nacionálně komunistické Komunistické strany Ukrajiny existující v letech 1918–1920).
V roce 1933 však Stalin zahájil kampaň za zvrácení nacionalizačních výsledků 20. let. V lednu 1933 poslal na Ukrajinu Pavla Postyševa. Ten s pomocí tisíců úředníků přivezených z Ruska dohlížel na rozbití programu ukrajinizace, prosadil kolektivizaci zemědělství a provedl čistku v ukrajinské komunistické straně. Skripnik byl odvolán z funkce šéfa školství. V červnu byl on a jeho „hanebná politika“ veřejně diskreditována a jeho stoupenci odsouzeni jako „ničivé, kontrarevoluční nacionalistické živly“. V předtuše chystaného monstrprocesu, kde by byl mučením donucen přiznat cokoli a odsoudit svou bývalou činnost, se Skripnik 7. července raději zastřelil ve svém bytě na Dzeržinského náměstí v Charkově. Během zbytku 30. let byla Skripnikova ukrajinizace nahrazena politikou rusifikace.
V roce 1962 byl rehabilitován.